# پیز ماددل
پیز ماددل (به لاتین: Piz Materdell) یک کوه در سوئیس است که در کانتون گراوبوندن واقع شده‌است. پیز ماددل ۲٬۹۶۷ متر بالاتر از سطح دریا واقع شده‌است.